# Рэдэуцкая епархия
Рэдэуцкая епархия (рум. Episcopia Rădăuţilor, Радовецкая епархия) — епархия Молдавской митрополии на территории Буковины.

## История
В 1401 году молдавскому господарю Александру Доброму удалось добиться признания Молдавской митрополии в составе Константинопольского патриархата. Первым Митрополитом стал епископ из Белгорода Днестровского Иосиф, при содействии которого в 1402 году в Сучаву были перевезены мощи покровителя Буковины — Иоанна Нового. Исторические документы утверждают, что в 1402 года было основано Радовецкое епископство. Сразу, после создания (признания) митрополии молдавский господарь разделил земли воеводства на три епархии: Радовецкую, Сучавскую, Романовскую. Приходы и монастыри Северной части Молдавии были объединены в Радовецкую епархию с епископской кафедрой в Радовцах. Кафедральным храмом была определена церковь святого Николая, вокруг которой позже сформировался Богдановский монастырь. Первым архиереем Радовецкой епархии стал святитель Леонтий.
Однако первым радовецким епископом в истории является епископ Иоанникий, упомянутый только в 1472 году. Румынский историк Николае Йорга утверждал, что Радовецкое епископство основал воевода Стефан Великий (1457—1504) в 1472 года — и то более по политическим соображениям. Румынский историк Добреску объяснил это противоречие тем, что «игумен, а после архимандрит Радовецкого монастыря уже от Александра Доброго получил почти епископские прерогативы». Хотя в Радовцах епископа и не было, игумен Радовецкого 
монастыря располагал правами епископа, пользуясь юрисдикцией над 50 приходами и 50 священниками и совершением церковных служб вместо епископа, за исключением рукоположения священников. Следует, что, хотя в Радовцах и не было архиерея, все-таки монастырь считался епископией, хотя не с полными епископскими правами. Это неканоническое положение не могло продолжаться и потому Стефан Великий назначил в 1472 года Иоанникия епископом 
Радовецким.
Господарской грамотой от 15 марта 1490 года Стефан Великий подтвердил владение епархией 44 селами из цинута Сучава, что было подтверждено в своё время ещё Александром Добрым. Богослужебной и деловым языком был церковнославянский. Только с переносом кафедры молдавских митрополитов в Яссы началось внедрение церковнорумунского языка. Началась тотальная румынизация православной церкви, которую проводили назначаемые Османской империей фанариоты.
После того, как в 1774—1775 годы часть Буковины была присоединена к Габсбургской монархии, Радовецкая епархия Молдавской митрополии прекратила существование. Из её «австрийской части» была образована Черновицко-Буковинская епархия Карловацкой митрополии. Те приходы и монастыри, которые остались после разделения Буковины в Молдавской государству, образовали Хотинскую епархию Молдавской митрополии.
В 1873 году Рэдэуцкая епархия была восстановлена в составе Буковинской митрополии.

## Архиереи
- Леонтий Радовецкий (XV в.)
- Иоанникий (1472—1504)
- Пахомий (упом. 1515)
- Прокопий (упом. 1520)
- Феофан I (упом. 1528)
- Георгий I (упом. 1544)
- Феодосий I (упом. 1548)
- Митрофан (упом. 1551)
- Евстахий (упом. 1552)
- Евфимий (1558—1561)
- Исаия (1564—1577)
- Георгий II (Могила) (упом. 1578, упом. 1583)
- Гедеон (упом. 1589)
- Феодосий II (упом. 1592)
- Амфилохий (упом. 1597)
- Анастасий (Кримка) (июнь — сентябрь 1600)
- Феодосий III (упом. 1600)
- Иоанн (упом. 1606)
- Ефрем (1608—1613)
- Филофей (1613 — ?)
- Афанасий I (упом. 1615)
- Ефрем (1616—1623)
- Евгений I (1623 — ?)
- Дионисий (упом. 1628)
- Евгений II (упом. 1631)
- Анастасий (упом. 1642)
- Стефан (упом. 1645)
- Феофан (упом. 1646)
- Савва (упом. 1656)
- Иорест (упом. 1657)
- Феофан III (упом. 1658)
- Серафим (упом. 1667)
- Феодосий Бразский (1669—1671)
- Мисаил I (упом. 1686)
- Никанор (упом. 1694)
- Георгий III (упом. 1694)
- Лаврентий (упом. 1695)
- Николай (упом. 1701)
- Гедеон II (упом. 1703)
- Каллист (упом. 1709)
- Афанасий II (упом. 1728)
- Антоний (Черновский) (1728 — осень 1729)[3]
- Мисаил II (упом. 1733)
- Варлаам (упом. 1735)
- Иаков (упом. 1745)
- Досифей (Хереску) (1750 — 13 февраля 1782)

викарная епархия Буковинской митрополии
- Владимир (Репта) (17 января 1899 — 17 октября 1902)
- Ипполит (Воробкевич) (14 сентября 1919 — 5 августа 1939)